# Richard Carapaz
Richard Carapaz, född 29 maj 1993 i El Carmelo, är en ecuadoriansk professionell landsvägscyklist.

## Karriär
Carapaz har cyklat professionellt sedan 2016. Bland hans meriter kan nämnas en totalseger och tre etappvinster i Giro d'Italia samt tre etappseger i Vuelta a España. Vid de olympiska sommarspelen 2020 tog han guld i linjeloppet.